# Oulad Gouaouch
Oulad Gouaouch (àrab أولاد ڭواوش) és una comuna rural de la província de Khouribga de la regió de Béni Mellal-Khénifra. Segons el cens de 2014 tenia una població total de 2.709 persones.